# Marijini obroci
Marijini obroci (engl. Mary's Meals) naziv je humanitarne međunarodne organizacije, koja se izvorno zvala Scottish International Relief (SIR). Cilj organizacije je osigurati prehranu u školama u nekim od najsiromašnijih država svijeta. U tim državama, djeca i mladi zbog siromaštva i gladi ne pohađaju škole, a Marijini obroci pomažu im kako bi se mogli prehraniti i školovati. Većini te djece to je ujedno i jedini obrok u danu.

## Povijest
Tijekom ratova na prostoru bivše Jugoslavije, krajem 1992. godine, škotski mladići Magnus i Fergus MacFarlane Barrow organizirali su prikupljanje deka i hrane, te osobno odvezli pomoć u Bosnu i Hercegovinu i Hrvatsku. Planirali su se vratiti svome poslu u uzgajalištu riba, no s obzirom da su donacije i dalje pristizale, Magnus je odlučio nastaviti baviti se humanitarnim radom te su nakon nekog vremena osnovali humanitarnu organizaciju pod nazivom Scottish International Relief.
Udruga Mary's meals ('Marijini obroci') pokrenuta je 2002. godine. Prva akcija bila je osiguravanje hrane za 200 školske djece u Malaviju, a s vremenom je projekt znatno rastao te danas osigurava besplatne školske obroke za više od 2,6 milijuna djece dnevno u 16 zemalja diljem Afrike, Azije, Europe, Južne Amerike i Kariba.
Dana 1. svibnja 2012. organizacija Scottish International Relief mijenja ime u Mary's Meals. Sjedište se od početaka djelovanja nalazi u maloj baraci u mjestu Dalmally u Škotskoj.

## Hrvatska
Marijini obroci Hrvatska dio su međunarodnog projekta Mary's Meals. Hrvatska je podružnica nastala 2009. godine kako bi barem djelić solidarnosti koju su osjetili u najtežim trenutcima Domovinskog rata vratili onima kojima je to sada najpotrebnije. Zahvaljujući brojnim donatorima i podupirateljima otvorene su 32 školske kuhinje – 1 u Ekvadoru, 5 u Beninu, 8 u Malaviju i 18 u Zambiji. Njima se danas (lipanj 2025.) prehranjuje više od 32 000 djece. Mnoga od te djece nisu mogla ići u školu jer su morala tražiti posao ili naći neki drugi način prehranjivanja. Trenutno su 22 eura potrebna za prehranu jednoga djeteta tijekom cijele školske godine.
Prvi info centar Marijinih obroka otvoren je u rujnu 2020. godine u Slavonskom Brodu na adresi Petra Krešimira IV br. 2, a nedugo zatim i u Zagrebu u Ilici 29. Treći info centar otvoren je u Požegi i nalazi se u sklopu OŠ Antuna Kanižlića. Četvrti infocentar otvoren je u Splitu, Ulica slobode 24.
Humanitarne akcije i događaje hrvatske podružnice podržali su Franka Batelić, Zvonimir Boban, Andro Bušlje, Giovanni Cernogoraz, Ivan Dodig, Doris Pinčić, Danijel Subašić, Mate Bulić, Matea Parlov Koštro, Lovre Kalinić, Parni valjak, Ana Rucner, Jure Brkljača, Kim Verson, Marko Kutlić, Marija Husar Rimac, Mladen Bodalec, Damir Kedžo, Goran Karan, Klapa Sveti Juraj HRM, Gordan Kožulj, Mario Valentić, Mila Elegović, Enis Bešlagić, Goran Vlaović, Nina Badrić, Sanja Doležal, Karmela Vukov-Colić, Robert Knjaz, Zlata Mück Sušec, Mirko Fodor, Katarina Madirazza, Robert Kurbaša, Ana Vilenica i mnogi drugi.
Hrvatska podružnica održava i humanitarnu utrku „Trčimo za dijete 31” te "Trčimo za obrok više" u Slavonskom Brodu i Splitu.

## Podružnice u svijetu
Oslanjajući se na potpopru iz čitavog svijeta, Marijini obroci registrirali su podružnice u: Australiji, Austriji, Češkoj, Francuskoj, Hrvatskoj, Italiji, Irskoj, Kanadi, Njemačkoj, Mađarskoj, Poljskoj, SAD-u, Španjolskoj, Švicarskoj, UK-u, kao i međunarodne grupe za prikupljanje sredstava u Belgiji, Hong Kongu, Nizozemskoj, Potrugalu, Slovačkoj i Sloveniji. Također, ured i centar za posjetitelje nalazi se i u Međugorju u Bosni i Hercegovoni.

## Širenje svijesti
Kako bi se podigla svijest o stanju i gladi u kojoj djeca diljem svijeta žive, Marijini obroci snimili su nekoliko dokumentarnih filmova:
- Dijete 31
- Generacija nade
- Ljubav dopire svuda s poznatim škotskim glumcem Gerardom Butlerom

Osnivač Magnus MacFarlane Barrow napisao je tri knjige o projektu:
- Baraka koja je nahranila milijun djece (The Shed That Fed A Million Children, 2015.)[13][14]
- Baraka koja je nahranila 2 milijuna djece (The Shed That Fed 2 Million Children, 2022.)[15]
- Daruj (Give, 2020.)[16][17]

## Priznanja
- Nagrada „Princeza od Asturije” španjolske kraljevske obitelji (2023.)[18]

## Vanjske poveznice
- Službena stranica na hrvatskom jeziku
- Kanal Marijinih obroka u Hrvatskoj na YouTubeu